# Copris obesus
Copris obesus är en skalbaggsart som beskrevs av Karl Henrik Boheman 1857. Copris obesus ingår i släktet Copris och familjen bladhorningar. Inga underarter finns listade i Catalogue of Life.